# Leonor Margets
Leonor "Leo" Margets (Barcelona, 10 d'agost de 1983) és una jugadora professional de pòquer catalana. Ostenta el rècord de diners guanyats per una dona al WSOP, 352.832 dòlars estatunidencs, on va quedar 27a.